# Pacht & Crone
Pacht & Crones Illustrationsetablissement var en dansk grafisk virksomhed, specialiseret i heliotypi, grundlagt i 1879 af fotograf Jacob Ulrik Hilmar Crone (1854-1923), der indtil da drev fotografisk atelier.
Oprindelsen til virksomheden skal findes i året 1874, hvor det efter flere års uafbrudte forsøg lykkedes genremaleren Laurids Vilhelm Pacht (1843-1912) at udvikle en egen fremstillingsmåde til mekanisk gengivelse af tegninger, træsnit, kobberstik m. m., heliotypien, til en sådan fuldkommenhed, at den lader sig bruge i det praktiske liv. 
I 1880 løste Crone borgerskab som illustrations- og bogtrykker, for sammen med genremaler Pacht at fortsætte med reproduktion af lystryk, litografi og klichéer. Pacht udtrådte i 1885, og Giovannino von Huth blev knyttet til virksomheden. Ved hans død i 1917 overtoges firmaet af sønnen, fotograf Johan Frederik von Huth (1885-1961), der var indtrådt i firmaet i 1900, og boghandler Oscar Andre Riis (død 1922). Efter Riis' død var von Huth eneindehaver. 
Firmaet lå i Admiralgade 28 i København.